# 崔剖
崔剖（？—？），字伯宗，清河郡东武城县（今河北省衡水市故城县）人，北魏官员。

## 生平
崔剖的父亲崔彤随西晋南阳王司马保避难到陇西地区，于是在沮渠氏和李暠手下为官。崔剖每每激昂的怀念东方，经常的叹气说：“风雨交加天地昏暗，雄鸡报晓不停息，我就处在这样的时刻。”等到魏太武帝拓跋焘进攻河西地区，崔剖就总领一起起义的人，派自己的儿子崔宽送上归附的信息。魏太武帝嘉许崔剖，任命崔宽为威远将军、岐阳县县令，赐爵沂水男，派遣使者与崔宽一起向西，安抚慰问新归附北魏的人。又征召崔剖前往京师平城，崔剖还没到就因病去世。魏文成帝拓跋浚以崔剖诚心昭著于先朝，赠予崔剖散骑常侍、镇西将军、凉州刺史、武陵公，谥号元。

## 家庭

### 子女
- 崔宽，北魏镇西将军、陕城镇将、武陵公